# إثميد الغاليوم
إثميد الغاليوم (أو أنتيمونيد الجاليوم) (GaSb : Gallium antimonide) هو مركب شبه موصل من الجاليوم والأنتيمون ضمن العائلة ثلاثية التكافؤ - خماسية التكافؤ. ثابت الشبكة البلورية له حوالي 0.61 نانومتر .

## التطبيقات
يمكن أن يستخدم إثميد الغاليوم (GaSb) في مقدرات الأشعة تحت الحمراء، ثنائي انبعاث ضوء الأشعة تحت الحمراء (Infrared LEDs) والليزرات والترانزستورات، وأنظمة الفلطائيات الضوئية الحرارية (Thermophotovoltaic).